# Thiocyanogen
Thiocyanogen, auch Dirhodan, (SCN)2, ist ein Pseudohalogen das aus dem Thiocyanat [SCN]− ableitet und die Bindung NCS-SCN hat.

## Geschichte
Jöns Jacob Berzelius schlug als Erster vor, dass Thiocyanogen auf Grundlage seiner Radikaltheorie existieren kann, jedoch erwies sich die Isolation der Verbindung als problematisch. Justus von Liebig versuchte diese ebenfalls in einer eine Vielzahl von Versuchen, aber selbst mit der Hilfe von Friedrich Wöhler gelang es nur, eine komplexe Mischung mit Anteilen der Thiocyansäure herzustellen.
1861 konnte Eduard Linnemann eine große Menge Thiocyanogen durch Reaktion einer Suspension von Silberthiocyanat in Diethylether mit elementarem Iod herstellen, identifizierte jedoch das Produkt fälschlicherweise als Schwefeliodidcyanid (ISCN). Die Reaktion steht im Gleichgewicht zu Schwefeldicyanid, was auf die schwache Oxidationsstärke des Iods zurückzuführen ist. Im folgenden Jahr stellte Christian Schneider Thiocyanogen aus Silberthiocyanat und Dischwefeldichlorid her, jedoch disproportionierte das Produkt in Schwefel und Trischwefeldicyanide.
Das Thema wurde bis zu den 1910er Jahren nicht mehr erforscht, bis Niels Bjerrum begonnen hatte, Thiocyanat-Komplexe des Golds zu untersuchen. Einige eliminierten reduktiv und reversibel, während andere scheinbar irreversibel Cyanid- und Sulfatsalz-Lösungen erzeugten. Um den Prozess zu verstehen, war eine Neuanalyse der Zersetzung von Thiocyanogen mit den damals neuen Techniken der physikalischen Chemie erforderlich. Bjerrums Arbeiten ergaben, dass Wasser die Zersetzung des Thiocyanogens zu Hypothiocyansäure katalysiert. Außerdem fand er heraus, dass das Redoxpotenzial von Thiocyanogen 0.769 Volt beträgt,  was etwas höher ist als bei Iod, jedoch niedrig als bei Brom.
1919 konnte Eric Söderbäck erfolgreich das Thiocyanogen durch die Oxidation von Bleithiocyanat mit Brom isolieren.

## Vorkommen
In der Lunge kann Thiocyanat durch das Lactoperoxidase bis zum Thiocyanogen oder Hypothiocyanid oxidiert werden.

## Gewinnung und Darstellung
Moderne Synthesen unterscheiden sich kaum von Söderbäcks Prozess. Durch die Reaktion einer wasserfreien Bleithiocyanat-Suspension in Eisessig mit elementarem Brom erhält man eine Thiocyanogen-Lösung, die mehrere Tage stabil ist. Alternativ kann eine Lösung von Brom in Dichlormethan zu einer Suspension von Bleithiocyanat ebenfalls in Dichlormethan bei 0 °C gegeben werden:
Die Reaktionen verlaufen exotherm.
Eine alternative Synthese ist die thermische Zersetzung von Kupfer(II)-thiocyanat bei 35–80 °C:

## Eigenschaften
Thiocyanogen wird in Lösungen aufbewahrt, da der Reinstoff über 20 °C explosionsartig zu einem rot-orangen Polymer reagiert. In Wasser zersetzt es sich:
Thiocyanogen ist ein schwaches Elektrophil, welches stark aktivierte Phenole, Aniline und polycyclische Aromaten angreift. Es greift Carbonyle in der α-Position an. Heteratome werden leichter angegriffen. Es addiert trans an Alkene um 1,2-bis(thiocyanat) Verbindungen zu bilden. Thiocyanogen kann dabei nur einmal an Alkine addiert werden. Radikalische Polymerisationen sind dabei die häufigsten Nebenreaktionen, die Ausbeuten verbessern sich bei Kälte und Dunkelheit.

## Verwendung
Thiocyanogen wird dazu verwendet, den Grad der Ungesättigtheit von Fettsäuren zu bestimmen (siehe Doppelbindungsäquivalent), ähnlich der Iodzahl.